# Lothar Hasl
Lothar Hasl (* 29. Juni 1957 in Landshut) ist ein deutscher Redakteur und Kabarettist und war von 2013 bis 2022 Kommunikationschef des Südwestrundfunks. Seit Februar 2023 arbeitet er als Freier Mitarbeiter für die Kommunikation der ARD-Programmdirektion.

## Leben
Hasl wuchs im Nordschwarzwald in Althengstett auf. In Tübingen hat er Volkswirtschaft, Wirtschaftsgeschichte und Betriebswirtschaft mit Schwerpunkt Marketing studiert und 1985 das Studium als Diplom-Kaufmann abgeschlossen. Für den Süddeutschen Rundfunk (SDR) und den Südwestfunk (SWF) schrieb er als freier Autor Mundarthörspiele, die prämiert wurden. Mit „Geschichten aus Irgendingen – Der Freischütz“ gewann er einen Deutschen Mundarthörspielpreis.
Ab 1986 war er als Redakteur in der Hörfunk-Unterhaltung und der Redaktion „Land und Leute“ des SDR beschäftigt. Er arbeitete zunächst als Hörfunk- und Fernseh-Redakteur in verschiedenen Bereichen des SDR. In dieser Zeit hat er Formate wie „Hannes und der Bürgermeister“ und „Komik & Comedy“ mitentwickelt. Von 1995 bis 1998 arbeitete er als bimedialer Redakteur für Hörfunk und Fernsehen. Lothar Hasl war seit der Gründung des Südwestrundfunks 1998 zunächst als Bereichsleiter des Landessendermarketings Baden-Württemberg tätig und damit verantwortlich für die Außendarstellung und Veranstaltungen der Programme SWR1, SWR4 und SWR Fernsehen in Baden-Württemberg. Ab 2007 leitete er dann die gesamte Marketingabteilung. Von 2013 bis 2022 leitete Lothar Hasl die Hauptabteilung Kommunikation beim SWR. Dazu gehörten die Abteilungen Presse und PR, Unternehmenssprecher, Markenführung und Design, Marketing, Kommunikationsmanagement und Medienforschung. 2020 wurde die Abteilung Medienforschung in die neue Einheit „Innovationsmanagement und Digitale Transformation“ integriert.
Ab 1980 bildete Lothar Hasl gemeinsam mit Dieter Waldmann das Kabarett/Liedermacher-Duo „Erotic Explousch‘n“, mit dem er bis zum Jahr 2007 erfolgreich durch Süddeutschland tourte und dabei weit über 1000 Auftritte absolvierte. „Erotic Explousch'n“ hat vier LPs/CDs produziert und verschiedene Kleinkunstpreise gewonnen.
Er ist stellvertretender Vorsitzender des gemeinnützigen Vereins „Freunde und Förderer der Wilhelma e.V.“. Ebenso ist er Stiftungsrat der „Deutschen Kinderkrebsnachsorge“ und Mitglied im Beirat der „Rosenau Kultur e.V.“. Bis 2021 war er in der Fachjury des „Spotlight Festival für Bewegtbildkommunikation“ sowie bis 2024 Jurymitglied des Staatspreises „Kleinkunstpreis Baden-Württemberg“.
Lothar Hasl ist verheiratet und lebt in Stuttgart.

## Veröffentlichungen
Hasl, Lothar / Nagler, Jens / Gläser, Martin: Marketing von Radio- und TV-Unterhaltung im öffentlich-rechtlichen Rundfunk. Das Fallbeispiel Event-Marketing beim Landessender Baden-Württemberg des Südwestrundfunks (SWR). In: Friedrichsen, Mike / Göttlich, Udo (Hrsg.): Diversifikation in der Unterhaltungsproduktion. Verlag von Halem, Köln 2004, ISBN 3-931606-52-X, S. 243 ff.